# Ребровачки мост
Ребровачки мост је мост преко реке Врбас на југу Бањалуке. Повезује месне заједнице Борик и Старчевица. Године 1924. пројектован је дрвени мост који тада није изграђен, будући да војска није дозвољавала градњу због оближњег пута на левој обали Врбаса. Мост је изградио предузетник инж. Фрањо Микуш од јуна до децембра 1931. Године 1956. мост је тешко оштећен након пролећне поплаве, а замењен је гвозденим мостом. 
Припремни радови за изградњу данашњег Ребровачког моста, на месту старог моста, почели су у априлу 1971. године, а у новембру исте године отпочели су завршни радови. Мост је изграђен и пуштен у саобраћај у мају 1972. године. Радове је изводило Грађевинско предузеће "Крајина", које се у то вријеме вјероватно звало "ГИК Козара". Пројектант моста био је дипломирани инжењер из Београда Предраг Желалић, који је радио и у пројектантском тиму за Мост слободе у Новом Саду.
Мост има укупно четири саобраћајне траке за саобраћај моторних возила (по две за сваки смер) са разделним острвом и обостране тротоаре (који су поприлично уски и стога је отежано мимоилажење пешака). Иако саобраћајница на левој обали има бициклистичке стазе (које почињу и завршавају код моста), које су се до 2017. налазиле и на десној обали, на мосту није била обиљежена бициклистичка трака, упркос могућностима (ширем коловозу него на приступним саобраћајницама), тако да је бициклистички саобраћај остао нерешен.
Преко Ребровачког моста прелази Булевар војводе Петра Бојовића (Источни транзит), који је дио магистралног пута М-I 108 (стара ознака М-4) и један је од најфреквентнијих мостова у граду. Изградњом планиране обилазнице на потезу од гробља у насељу Врбања, преко насеља Чесма до постојеће Улице браће Пиштељић у Мјесној заједници Лазарево 1 транзитни саобраћај од Челинца, Котор Вароша и Теслића према Приједору, Градишци и Мркоњић Граду, као и обрнуто, биће измештен из ужег градског подручја, чиме ће се решити проблем гужве и буке коју стварају теретњаци, а Источни транзит ће заједно са овим мостом постати градска авенија.